# Miroslav Moravec (spisovatel)
Miroslav Moravec (* 19. srpna 1948, Trnava) je český spisovatel sci-fi povídek a překladatel z ruštiny, bulharštiny, polštiny a němčiny.

## Život
Na přání rodičů začal studovat strojní inženýrství na ČVUT v Praze. Již za studia publikoval povídky, pohádky, překlady a reportáže a nakonec dal přednost literatuře. Vystudoval Fakultu žurnalistiky na Karlově univerzitě a pracoval v různých periodikách, mimo jiné také v Československém sportu, kde se seznámil s redaktorem Petrem Davidem, se kterým jej spojuje společný zájem o vědeckofantastickou literaturu.
Své povídky publikoval časopisecky, uspořádal a přeložil antologii ruských sovětských sci-fi povídek Stanice u Moře dešťů a společně s Petrem Davidem vydali sbírku sportovních sci-fi povídek Beamona jsem překonat nechtěl.

## Dílo
- Kontakt (1980), sci-fi povídka.
- Tak vidíš, tati (1987), sci-fi povídka.
- Adam a Eva (1989), postkatastrofická sci-fi povídka.
- Holčička (1989), sci-fi povídka.
- Exponát pana Najmana (1989), sci-fi povídka.
- Beamona jsem překonat nechtěl (1990), spoluautor Petr David, sbírka osmi sportovních sci-fi povídek pro mládež. Povídky se zabývají otázkou dopingu a nebo obsahují odstrašující vizi sportu v budoucnosti.[2]

### Překlady
- Stanice u Moře dešťů (1982, rozšířeno 1986), antologie ruských sovětských sci-fi povídek.
- Krasimira Despotovová: Vrtulník (1989), vystřihovánky pro děti.
- Čavdar Šinov: Boj o řeku Slzičku (1989), kniha pro děti.